# Palamás (Phthiotide)
Palamás, en grec moderne : Παλαμάς, est un village du dème de Domokós, dans le district régional de Phthiotide, en Grèce-Centrale.
Selon le recensement de 2011, la population du village s'élève à 114 habitants.